# Leucotrichum mortonii
Leucotrichum mortonii är en stensöteväxtart som först beskrevs av Edwin Bingham Copeland, och fick sitt nu gällande namn av Paulo Henrique Labiak. Leucotrichum mortonii ingår i släktet Leucotrichum och familjen Polypodiaceae. Inga underarter finns listade.